# آگوادا فنیکس
آگوادا فنیکس (انگلیسی: Aguada Fénix) یک منطقه تقریباً ویرانهٔ بزرگ و بازمانده از تمدن مایا، متعلق به دوران پیشاکلمبی در ایالت تاباسکو کشور مکزیک است که در مجاورت مرز گواتمالا قرار دارد. این سایت که متعلق به دوران پیشا کلاسیک تمدن مایا است تقریباً به صورت اتفاقی و بر اساس بررسی اکتشافی هوایی و به واسطهٔ نقشه‌برداری لیزری در سال ۲۰۲۰ کشف و اعلام شد. آگوادا فنیکس به شکل تپه‌ای مسطح است با طول تقریبی ۱ مایل و ارتفاع میان ۳۳ تا ۵۰ پا که به عنوان قدیمی‌ترین و بزرگ‌ترین مکان تشریفاتی مایاها شناخته می‌شود. این بنای یادبود با مصالح عمده‌ای مثل خاک رس ساخته‌شده‌است و اعتقاد بر این است که از حدود ۱۰۰۰ و احتمالاً ۸۰۰ قبل از میلاد ساخته شده‌است.

## کشف
بقایای آگوادا فنیکس در ژوئن سال ۲۰۲۰ توسط تاکشی اینوماتا، باستان‌شناس دانشگاه آریزونا اعلام شد. تیم وی ازسال ۲۰۱۷ به عنوان بخشی تحقیقاتی با نام پروژه باستان‌شناسی اوسماسینتای میانه در این منطقه به فعالیت می‌پرداخت. این مکان در نزدیکی رودخانه سن پدرو و در شما شرقی تاباسکو واقع شده‌است. ابتدا نقشه‌برداری‌های هوایی انجام و سپس حفاری‌ها آغاز شد و در نتیجه، یافته‌هایی از جمله سفال‌ها و تبرهای ساخته شده از یشم کشف‌شد.

## مشخصات
محققان چنین حدس می‌زنند که این سکوی بزرگ به واسطهٔ کار جمعی ساخته‌شده‌است که همین موضوع، اهمیت کار گروهی را در توسعه اولیه تمدن مایا به خوبی نشان می‌دهد. ۹ مسیر دست‌یابی (گونه‌ای بزرگراه) عظیم و چندین مخزن از اجزای کلی سازه هستند که در حال‌حاضر، بخشی از آن جنگلی است.